# Martin Otto Harwit
Martin Otto Harwit (* 9. März 1931 in Prag) ist ein US-amerikanischer Physiker und Astronom.

## Leben
In seinen ersten eineinhalb Schuljahren wurde er in Tschechisch und Deutsch unterrichtet. Als er 8 Jahre alt war, wurde sein Vater, ein Biochemiker, Professor in Istanbul, die weitere Schulausbildung erhielt er in Türkisch und Englisch. Mit 15 Jahren immigrierte er in die USA. Schon 1960 erwarb er den Doktortitel in Physik vom Massachusetts Institute of Technology (MIT). Nach einem weiteren Studium bei Fred Hoyle in Cambridge, wechselte er zur Cornell University.
Als einer der ersten nutzte er Raketen um Infrarotdetektoren über die Erdatmosphäre zu heben und gehörte damit zu den Pionieren der Infrarotastronomie. Später nutzte er Flugzeugobservatorien wie das Kuiper Airborne Observatory und verschiedene Weltraumteleskope. Er war einer der ursprünglichen Planer des Programms der NASA 'Great Observatories', bestehend aus Compton Gamma Ray Observatory, Hubble-Weltraumteleskop, Chandra X-Ray Observatory und Spitzer-Weltraumteleskop. Von 1987 bis 1995 war er Direktor des Smithsonian National Air and Space Museum in Washington. Sein Rücktritt von dieser Position folgte einer öffentlichen Kontroverse über die Darstellung des ersten Atombombenabwurfs in einer geplanten Ausstellung des Museums.
1987 wurde er Fellow der American Physical Society.

## Asteroid
Der am 24. September 1960 entdeckte Asteroid (12143) Harwit wurde nach dem Astronomen benannt.

## Werke
- Astrophysical Concepts (1. Auflage 1973, 4. Auflage 2006) ISBN 978-0-387-32943-7
- Cosmic Discovery: The Search, Scope and Heritage of Astronomy (1981) ISBN 978-0-7108-0089-3
- An Exhibit Denied: Lobbying the History of Enola Gay (1996) ISBN 978-0-387-94797-6

## Ehrungen
- Bruce Medal (2007)